# K0Ndaskoppa, Belgaum
K0Ndaskoppa là một làng thuộc tehsil Belgaum, huyện Belgaum, bang Karnataka, Ấn Độ.